# ビラスサー・ダ・ダルト
ビラスサー・ダ・ダルト(カタルーニャ語：Vilassar de Dalt)はスペイン、カタルーニャ州、バルセロナ県のムニシピオ（基礎自治体）。マタローから約12キロ、バルセロナから約20キロの位置にあり、プレミア・ダ・ダルト、カブリルス、オリウス、オリエンタル渓谷の各自治体と接している。名称はローマ時代の村落であるヴィラ・アザリ（Villa Azari）に由来し、かつてはサン・ヒネス・ビラサール (San Ginés de Vilasar) とも呼ばれていたが、1980年代に現在のカタルーニャ語による表記が正式名称となった。

## 地理
この自治体は山岳地帯に属しており、カゼス、バヌース、ローレなどの丘陵を含むシエラ山脈がある。市街は海に近い低地にあるが、森林にも古い民家や農家が点在している。

## 歴史
ビラスサー・ダ・ダルトの歴史は古く、当地の記録が残る最古の文書は西暦978年のものにさかのぼる。街は10世紀ごろからビラスサー城を拠点として発展し、12世紀に教区が作られた。1875年に海の近くの集落がビラスサー・ダ・マールという自治体として独立した。

## 人口
2023年時点の人口は9230人。

## 名所
ビラスサー・ダ・ダルトには文化的に興味深いいくつかのスポットがある。なかでもビラスサー城は際立った存在で、1931年に歴史的芸術的記念碑に指定された。街の中心部に位置するこの城は、すでに1262年の文書に記録されており、円塔と城壁は12世紀には存在していたとされ、過去に何度か修復されている。内部には8,000以上の巻物と70の写本による最高の私設歴史的アーカイヴが納められている。この城は1322年にベレンゲル・サン・ビセンスの手に渡り、数年後には19世紀までペレ・デスボルクの所有となった。デスボルクには子孫がいなかったため、オムス家、モイアの侯爵であるコポン家を経て、最終的にサンタ・マリア・バルバラ侯爵とマンレサナ侯爵夫人の所有に帰した。
また、先史時代の巨岩遺跡として次のようなものがある。
- カンボケのドルメン（カタルーニャ語版）
- ポーの洞窟（カタルーニャ語版）
- カエルの洞窟（カタルーニャ語版）
- ジョアンの洞窟（カタルーニャ語版）

さらに、フォルナカにはローマ時代の窯や家族墓などの遺跡がある。

## 経済
この地域は古くから農産地として知られており、ブドウやキャロブ、穀物などが栽培されてきた。しかし、今日においては天水耕作は廃れ、都市計画規制によってここ数十年のマレズマ開発の特長であった住宅団地の建設が不可能となった地域でのみ花卉の栽培が続けられている。一方、繊維工業は産業革命の初期から工場の大規模閉鎖が始まる1970年代の大産業危機まで国民の主な仕事の源だったが、今日ではサービス業に比重が移っている。近年ではバルセロナ市出身の人口を受け入れており、フランスのジョワイユーズ（アルデシュ県）、イタリアのモンダーヴィオとそれぞれ姉妹都市の提携関係を結んでいる。また、この町には、かつてヨーロッパ最大規模のウォーターパークだったイラ・ファンタジアがある。

## 出身著名人
- アレクシ・クラペジプイグ - 画家
- トティ・ソレール - 音楽家